# Maldición de Cam

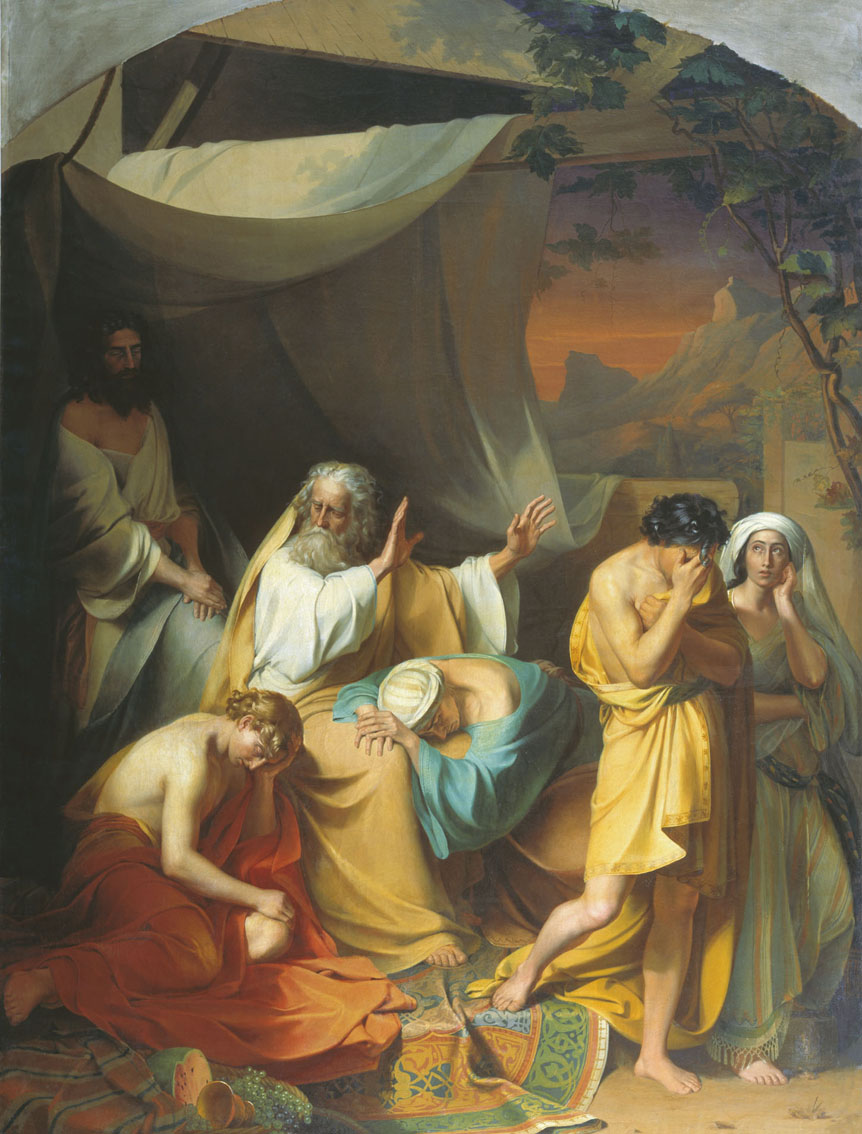
La maldición de Cam. Obra de Iván Ksenofóntov.

La maldición de Cam es un pasaje de la Biblia (Génesis 9:20-27)en el que el patriarca bíblico Noé impone una maldición sobre el hijo de Cam Canaán. Esto sucede en el Génesis cuando Cam, hijo de Noé y padre de Canaán, aprovecha el estado de embriaguez de su padre para perpetrar un acto vergonzoso en su presencia.Durante más de 2000 años, la naturaleza exacta de la transgresión de Cam ha sido cuestión de debate, así como la razón por la que Noé maldijo a Canaán cuando el pecado había sido cometido por su padre.
Se ha teorizado que el objetivo original de esta historia era justificar la sujeción del pueblo cananeo a los israelitas.También podría haber sido la justificación para el reclamo territorial de una porción del Imperio Nuevo de Egipto, que poseía la tierra de Canaán en la edad de bronce tardía antes de pertenecer los hebreos.
Esta narración fue interpretada por algunos judíos, cristianos y musulmanes como una explicación a la piel oscura. Posteriormente, la maldición de Cam fue usada como una justificación de la esclavitud una vez comenzado el colonialismo y el comercio triangular.En la actualidad, esta interpretación ha sido generalmente abandonada por las religiones abrahámicas. En el texto bíblico, ni Cam en sí es maldito ni se menciona en ningún momento el color de piel.

## Orígenes
En el Génesis se narra un episodio donde Noé se emborracha y se queda desnudo en su tienda. Cam, el hijo menor, entra, lo ve y sale a contarlo a sus hermanos. Estos, avergonzados por la burla de Cam, entran en la tienda y tapan a Noé sin mirarlo. Noé, cuando se despierta y se entera de lo sucedido, maldice a Canaán, hijo de Cam, y lo condena a ser esclavo de los descendientes de sus tíos. A continuación sigue el fragmento:
18 Los hijos de Noé que salieron del arca fueron SEM, Cam y Jafet. Cam fue el padre de Canaan.

19 A partir de estos tres hijos de Noé, se pobló toda la tierra.

20 Noé fue el primero en trabajar la tierra, y plantó una viña.

21 Un día, bebió vino, se embriagó y se desnudó en la tienda.

22 Cam, padre de Canaán, vio a su padre desnudo y salió a hacerlo saber a sus dos hermanos, que estaban fuera.

23 SEM y Jafet tomaron un manto, lo pusieron en los hombros, entraron retrocediendo a la tienda y taparon su padre: como que avanzaban mirando afuera, no lo vieron desnudo.

24 Cuando Noé despertó de su embriaguez y supo lo que le había hecho su hijo pequeño,

25 dijo:

-¡Maldito sea Canaán!

¡Que sea esclavo de los esclavos

de sus hermanos!

26 Y añadió:

¡Bendito sea el Señor,

Dios de SEM!

¡Que Canaán sea su esclavo!

27 ¡Que Dios ensanche Jafet,

que la acojan las tiendas de SEM

y que Canaán sea su esclavo!

28 Después del diluvio, Noé vivió trescientos cincuenta años.

29 Murió a la edad de novecientos cincuenta años.
Keil y Delitzsch (1885) sugirieron que la maldición era una profecía de la historia de las tribus que vendrían de Canaán, mientras que Robert Alter consideraba que el objetivo principal de la historia era justificar la condición de vasallaje de los cananitas, descendientes de Cam, ante los israelitas, descendientes de SEM. Sin embargo, según Nahum Sarna, la narración de la maldición sobre Mizraim está llena de complicaciones en relación con su significado: no está del todo claro cuál es la naturaleza de la ofensa de Cam. Ese versículo ha sido objeto de debate, según si debe entenderse literalmente o es un «eufemismo de algún acto de fuerte inmoralidad».
En el versículo 25, Noé menciona la palabra «hermanos» de Canaán, cuando siete versos antes indica que se trata de sus tíos. En la Tabla de las Naciones, se presenta a Mizraim (Egipto) entre los hijos de Cam (10: 6). En los salmos, sin embargo, Egipto es equiparado a Cam. 
Esto puede explicarse por la costumbre hebrea de la identificación de un pueblo con su "padre" o fundador.
Así "Israel" es tanto el nombre del patriarca bíblico Jacob como el de sus descendientes, el Pueblo de Israel. Mizraim, hijo de Cam, fue también el nombre que los judíos dieron a Egipto y a los egipcios.
"Canaán" haría referencia tanto al hijo de Mizraim como a sus futuros descendientes y sus "hermanos" serían los correspondientes pueblos descendientes de los hijos de SEM y Jafet. La maldición sería extensiva a "Canaán" como pueblo o raza. 
El tratamiento de Jafet en los versos 26-27 también puede suscitar algunas preguntas: ¿Por qué Dios es mencionado como el de Sem, y no el de Jafet, también? ¿Qué quiere decir que Dios ensanchará Jafet? Y ¿por qué debería querer Jafet ser acogido a las tiendas de Sem?.
Una interpretación lógica es que "ensanchar" a Jafet es hacer muy numeroso al Pueblo de Jafet y/o que se extenderá geográficamente más que los demás; en cambio Sem (el Pueblo de Sem), no tan numeroso, será más próspero, simbolizado en la posesión de unas tiendas (campamentos) en los que su hermano deseará ser acogido.
El hecho de nombrar a Dios como "El Dios de Sem" sería una muestra del punto de vista semita del autor del libro. 
También hay conflictos interpretativos cuando se menciona que Cam era el «hijo pequeño», cuando todas las demás relaciones de los hijos de Noé lo mencionan como el segundo hijo.
Esto quedaría explicado, según hemos visto, a causa de que para los judíos no contaba tanto la edad como el comportamiento o la elección divina a la hora de designar al mayor o "primogénito" (1 Cro. 5,1-2; 1 Cro. 26,10). Aunque el segundo por edad, Cam habría pasado a ser el "pequeño" a causa de su transgresión.
Para Sarna, el principal problema de este texto es saber por qué se maldice a Canaán en lugar de Cam -y es que dada la importancia de la Primicia o Primogenitura consagrada (Ex. 13, 1-2) era costumbre común entre los pueblos semíticos tanto el sacrificio del primogénito (2 Re.3,27; Jos.6, 26;1 Re.16,34) como la bendición (es el caso de Isaac que engañado otorga la bendición reservada al primogénito -Esau- a su segundo hijo Jacob y después él mismo cambiando la bendición entre sus hijos Efraín y Manases en Gen. 48,14 y ss.) o la maldición (Éx. 20:5; Deut. 5:9)- así como por qué no se especifican los detalles de este incidente vergonzoso que contiene la misma reticencia que la transgresión sexual de Rubén.
Este pequeño fragmento, finalmente, también es un indicativo de la importancia que otorga el narrador o redactor a que Cam sea el padre de Canaán; según Sarna, «la maldición de Canaán, invocada en respuesta a un acto de depravación moral, es la primera aproximación al tema de la corrupción de los cananeos, lo que justifica que sean despojados de su tierra y la transferencia de la misma a los descendientes de Abraham».

## La transgresión de Cam
Los comentaristas no se ponen de acuerdo sobre la gravedad de la transgresión de Cam, es decir, la relación entre contemplar la desnudez y el castigo de esclavitud, que parece desproporcionado a la ofensa. Se han postulado varias explicaciones referidas al contexto social. La primera radica en la exposición pública de los genitales, un tabú presente en diversas culturas y que ya aparece asociada al pudor en un pasaje bíblico, la vergüenza que sienten Adán y Eva al ver que no iban vestidos después de comer el fruto prohibido. Los otros hijos tapan el padre y salen de la tienda con los ojos bajos para no contemplar su desnudez, en claro contraste con la conducta de Cam. Inscripciones babilónicas referidas a catástrofes que convertirían al hombre que deja ver sus genitales —que van desde ser infértil hasta perder la fuerza o la riqueza— pueden dar una idea de la gravedad del acto de Cam, agravado porque lo comenta a sus hermanos, intentando que también pequen y aumentando la vergüenza del padre.
Un segundo grupo de estudiosos alude a la piedad filial. Cam se burla en público de su padre, indefenso porque está bebido. Por ello, al ser una falta en la relación padre - hijo, es Canaán y no Cam quien recibe la maldición, Noé castiga al hijo porque afligirá al padre igual que el deshonor del mal hijo la ha enojado a él como padre. Esta relación es fundamental en la ética de la antigüedad y más en un pueblo como el hebreo donde el linaje escogido justifica las acciones de gobernantes posteriores. Un hijo que no respeta el linaje comete por tanto una grave falta hacia el padre y hacia Dios, que ha señalado aquella estirpe como favorita para adorarle. Noé se había emborrachado indebidamente y Cam, en vez de intentar esconderlo, como hacen sus hermanos cuando simbólicamente el cubren sin mirarlo, lo proclama en público. El Libro de los Jubileos explica que Noé había bebido por un festival religioso, para honrar a Dios por haberlo salvado del Diluvio Universal y Cam habría pervertido el ritual al subrayar la embriaguez como si fuera una falta por exceso de su padre.
Se ha aducido que ver desnudo el padre es un eufemismo para un acto de sodomía, gravemente castigado en la época, como se puede comprobar en el relato de Sodoma y Gomorra. Por tanto Cam habría mantenido relaciones sexuales prohibidas con su padre —añadiendo el incesto— a la transgresión aprovechando que él no se podía defender por estar inconsciente, lo habría llevado, pues, a pecar contra su voluntad. Determinadas traducciones del pasaje, como p.ej. la Septuaginta (primera traducción griega de la Biblia Hebrea o Antiguo Testamento), de hecho sustituyen el verbo «ver» por otras palabras relacionadas con el sexo. Una variante aduce que le habría castrado, en analogía a los relatos de varias mitologías donde el hijo castra el padre, como el caso del griego Crono. El hecho de no poder engendrar nuevos hijos hace que Noé maldiga el hijo de Cam y su descendencia.

## Maldición de Canaán
- Génesis 9:25: «dijo: -¡Maldito sea Canaán! ¡Que sea esclavo de los esclavos de sus hermanos!"

Es destacable que la maldición fue hecha por Noé, no por Dios. Algunos académicos bíblicos y teólogos aseguran que, cuando una maldición es realizada por un hombre, únicamente podría ser efectiva si Dios la apoyara, a diferencia de la maldición de Cam y sus descendientes, la cual no fue confirmada por Dios o, al menos, no se menciona en la Biblia que lo hubiera confirmado.

### Manuscritos del Mar Muerto
4Q252, una interpretación del Libro del Génesis encontrado entre los Manuscritos del Mar Muerto, explica que como Cam ya había sido bendecido por Dios (Génesis 9: 1), no podía ahora ser maldecido por Noé. El manuscrito 4Q252, probablemente, es de fecha de la última mitad del siglo primero antes de Cristo. Un siglo más tarde, el historiador judío Flavio Josefo exponía que Noé se había refrenado de maldecir a Cam como consecuencia de su proximidad sanguínea, por lo que decidió maldecir a su nieto en su lugar.
Hay una interpretación alternativa al manuscrito 4Q181, el cual es un manuscrito del Génesis paralelo al Libro de los Jubileos, que sugiere que Canaán fue maldecido porque criticó la división que Noé había hecho de la tierra.

### Jubileos
El Libro de los Jubileos también explica el incidente entre Cam y Noé, así como la maldición resultante contra Canaán y en términos similares. Más tarde, sin embargo, el Libro de Jubileos va más allá, concretando que Noé situó a Cam y a sus hermanos en un territorio situado al oeste del Nilo, pero que violó este acuerdo, ocupando un territorio originalmente destinado a Sem —y posteriormente Abraham —, y que por lo tanto merecía el castigo de la esclavitud.

### Judaísmo clásico
Filón de Alejandría, un filósofo judío del siglo I a. C.., dijo que Cam y Canaán eran igualmente culpables, quizás no por lo que le hubieran hecho a Noé, pero si por otros crímenes, «ya que ambos habían actuado como estúpidos y equivocadamente y habían cometido otros actos». Rabbi Eleazar decidió que Canaán, en realidad, había sido el primero en ver Noé, y que luego se había marchado y había avisado a su padre, el cual después lo contó a sus hermanos en la calle. Esto, según Eleazar, «suponía no tomarse el mandamiento de honrar a su padre». Otra interpretación explicaba que el «hijo más pequeño» de Noé no podía ser Cam, que era el del medio: «por este motivo dicen que el hijo más pequeño era, en realidad, Canaán.»
Génesis, 9:25: Maldito (ארור) sea Canaán: Noé dijo a Cam :«Me has provocado que no pueda tener un cuarto hijo, otro para servirme. Sea pues tu cuarto hijo [Canaán era el cuarto hijo de Cam, como se puede ver en el Génesis 10: 6] maldito para servir los descendientes de estos grandes [de Sem y Jafet] ... ¿Qué vio Cam que le castró? Dijo a sus hermanos que Adam, el primer hombre, tuvo dos hijos (Caín y Abel), e incluso así uno mató al otro para heredar el mundo [Caín mató Abel por una disputa sobre cómo dividirse el mundo, según explica el Génesis Rabbah 22:7] y nuestro padre tiene tres y todavía en busca de un cuarto».
Génesis, 9:26: ... Bendito sea יהוה el Dios de Sem: «El que está destinado a mantener su primacía a los descendientes de Sem, para darles la tierra de Canaán» y lo hará: «Canaán deberá ser por ellos como un sirviente para pagar tributo».
Génesis, 9:27: y Canaán deberá ser un esclavo para ellos: «Incluso después de que los hijos de Sem hayan exiliados, se les venderán esclavos de los hijos de Canaán». [Rashi explicando porque la maldición está repetida.]

## Interpretaciones
En el pasado, algunas personas han utilizado la maldición de Cam como una justificación bíblica para imponer la esclavitud o el racismo en las personas negras, aunque este concepto ha sido esencialmente utilizado de manera ideológica. Hablando sobre este caso, el líder cristiano y afroamericano Martin Luther King Jr. consideró que era «una blasfemia» y que «era contraria a todo lo que defiende la religión cristiana».

### Judaísmo e islamismo primigenio

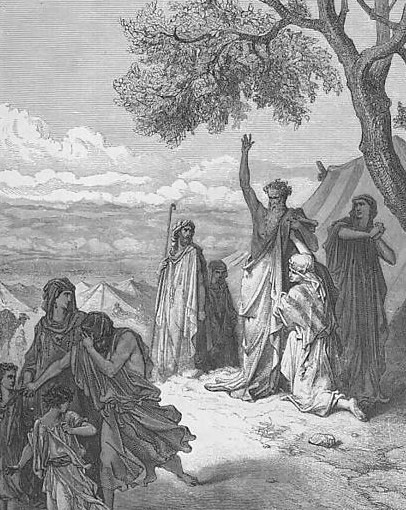
Noé maldice a Cam, obra de Gustave Dore.

Aunque en el Génesis 9 no se dice que Cam fuera negro, con el tiempo terminó asociado con la piel negra, principalmente mediante la etimología popular, que hizo derivar su nombre de una palabra similar, aunque realmente desconectada, que quería decir «oscuro» o «marrón». La siguiente conexión proviene de diversas fábulas provenientes de la antigua tradición judía. Según cuenta una leyenda preservada al Talmud de Babilonia, Dios maldijo Cam porque rompió la prohibición de mantener relaciones sexuales a bordo del arca, motivo por el cual «sufrió heridas en su piel»; según otra versión, Noé lo maldijo porque había castrado a su padre. Aunque el Talmud hace referencia a Cam, la versión que nos ha llegado mediante un midrash relativa a la piel negra es la única en llegar a decir que «Cam, del cual Kush proviene», y que la maldición no se aplicó a todos los hijos de Cam, sino a su hijo primogénito, Kush , en referencia al reino de Kush, situado en el África subsahariana. De este modo, existían dos versiones diferentes; una explicaba el color negro de la piel como resultado de una maldición sobre Cam, mientras que la otra contaba la esclavitud mediante una maldición independiente lanzada sobre Canaán.
Estos conceptos se introdujeron en el Islam a partir de la expansión arábiga del siglo VII, principalmente debido a la polinización cruzada de la teología y las parábolas judías y cristianas con el islam, fenómeno conocido como «Isra'iliyyat». Algunos escritores musulmanes medievales, como Al-Tabari o Ibn Jaldún, e incluso el posterior Libro de Zanj, incluyen la visión que la maldición de Noé sobre los descendientes de Cam incluía la piel negra, la esclavitud y la obligación de no dejarse hacer crecer el cabello más allá de las orejas, que defendía la igualdad racial, de manera destacada en su último sermón. Este punto de vista, además, aparece en estos escritos medievales cuando la historia de la borrachera de Noé y la posterior maldición de Cam no se encuentran en ningún texto del Corán, el libro sagrado del Islam, y que no sería consistente con las enseñanzas del Islam, que asegura que Noé era un profeta, y los profetas no beben alcohol. El islam tiene a los profetas de Dios en muy alta consideración, y algunos musulmanes sugieren que estos profetas son infalibles.
Una interpretación independiente, según la cual la maldición se habría impuesto sobre todos los descendientes de Cam, persistió en la religión judía, especialmente teniendo en cuenta que todos los hijos de Cam se situaron en el continente africano: Misraim engendró a los egipcios, Kush los cusitas, y Fut los libios.

### Servidumbre medieval y "pseudo-Bero"
En la exégesis medieval cristiana, el destino de Cam le fue atribuido para reír —para hacer burla de su padre y no hacer nada para rectificar su condición—.
En buena parte de la Europa medieval, la «maldición de Cam» también se convirtió en un medio para justificar los siervos. Honorius Augustodunensis (c. 1100) fue la primera persona, que se sepa, que propuso un sistema de castas asociando a Cam con la servidumbre, escribiendo que los siervos eran descendientes de Cam, los nobles de Jafet, y los hombres libres de Sem. Sin embargo, también seguía la interpretación de los Corintios siete y veintiuna del Ambrosiaster —finales del siglo IV—, que exponía que los sirvientes en el mundo temporal, aquellos «camitas», probablemente recibirían un premio más importante en el siguiente mundo que aquel que recibirían los nobles hijos de Jafet.
La idea de que los siervos eran descendientes de Cam se extendió pronto por toda Europa. Por ejemplo, la escritora inglesa Juliana Berners (c. 1388), en un tratado sobre halcones, aseguraba que los descendientes de Cam se habían establecido en Europa, los hijos de Sem en África, y los nobles hijos de Japtè a Asia —una variante de las versiones más habituales, las que situaban a los hijos de Sem en Asia, los de Japtè en Europa, y los de Cam en África—, porque consideraba Europa como el «país de los hombres», Asia de la «gentileza», y África de la templanza. A medida que la servidumbre fue desapareciendo de Europa, a finales del periodo medieval, la interpretación que situaba a los siervos como descendientes de Cam también fue disminuyendo.
Cam también aparece en una vasta obra muy influyente de la época, titulada Commentaria super opera Diversorum auctorum de antiquitatibus «Comentarios sobre las obras de diversos autores de la antigüedad». En 1498, Annio da Viterbo aseguraba haber traducido unos escritos de Beroso el Caldeo, antiguo sacerdote babilonio y académico; actualmente está considerados como una falsificación muy elaborada. Todavía así, consiguió ejercer una gran influencia sobre el renacimiento, en relación con la forma de pensar sobre la población y las migraciones, llenando un vacío histórico situado después de la explicación bíblica de la inundación.

### Esclavitud europea / americana, siglos diecisiete y dieciocho
La explicación que los negros africanos, como «hijos de Cam», estaban malditos, posiblemente «ennegrecidos» por su hado, apareció durante la Edad Media de manera esporádica, pero se fue convirtiendo gradualmente en un punto de vista común durante el comercio de esclavos de los siglos XVII y XVIII. La propia justificación de la esclavitud, pues, se hacía a través del destino de los hijos de Cam, la maldición se adaptó perfectamente a los intereses ideológicos de la élite: con la emergencia del comercio de esclavos, su versión racializada justificaba la explotación del trabajo africano.
En las partes de África donde el cristianismo floreció en los primeros años, cuando todavía era ilegal en Roma, esta idea nunca tomó demasiada relevancia, y su interpretación nunca fue adoptada por las iglesias coptas africanas. Un comentario amárico moderno del Génesis destaca que, durante el siglo XIX y antes, la teoría europea explicaba que los negros eran sujetos de los blancos como resultado de la «maldición de Cam», pero aseguraba que esta enseñanza era falsa y no estaba de acuerdo con el texto de la Biblia, destacando que la maldición de Noé no cayó sobre todos los descendientes de Cam, sino también a los de Canaán; además, esta maldición ya habría prescrito cuando Canaán fue ocupada tanto por los semitas y los jepitas. El comentario termina explicando que los cananitas dejaron de existir políticamente después de la tercera guerra púnica (149 a. C.), y que sus descendientes actuales son desconocidos y mezclados entre todos los pueblos.
Robert Boyle, científico del siglo XVI que también era teólogo y cristiano devoto, refutó la idea de que la negritud fuera consecuencia de la «maldición de Cam» en su libro Experiments and Considerations Touching Colours («Experimentos y consideraciones en relación a los colores», 1664). Donde Boyle comenta que la maldición de Cam utilizada como una explicación de la complexión de las personas de color era una mala interpretación creada por «escritores vulgares», viajeros, críticos y, también, «hombres de notar» de su tiempo. En su obra critica esta visión, explicando lo siguiente:

Y no únicamente no encontramos expresado en las Escrituras que la maldición significa de Noé a Cam fue la negrura a posterior, sino que encontramos suficiente información relativa a que la maldición era otra cosa, es decir, ser sirviente de los sirvientes, esto es por un hebraico, un siervo muy bajo de sus hermanos, lo que finalmente ocurrió, cuando los israelitas descendientes de Sem subyugaron a canaanitas, los cuales descendían de Cam. Y los mantuvieron en gran sujeción. Ni es evidente que ser negro sea una maldición, por lo que nos dicen los navegantes de las naciones negras, los cuales piensan mucho mejor de su propia condición, que pintan al demonio blanco. Ni es la negritud inconsistente con la belleza, que incluso por los ojos europeos consiste no tanto en el color, sino en su altura ventajosa, una completa simetría de las partes de su cuerpo, y buenas características de sus caras. Así, no veo por qué la negritud debería ser vista como una maldición para los negros ...

### Movimiento de los Santos de los Últimos Días

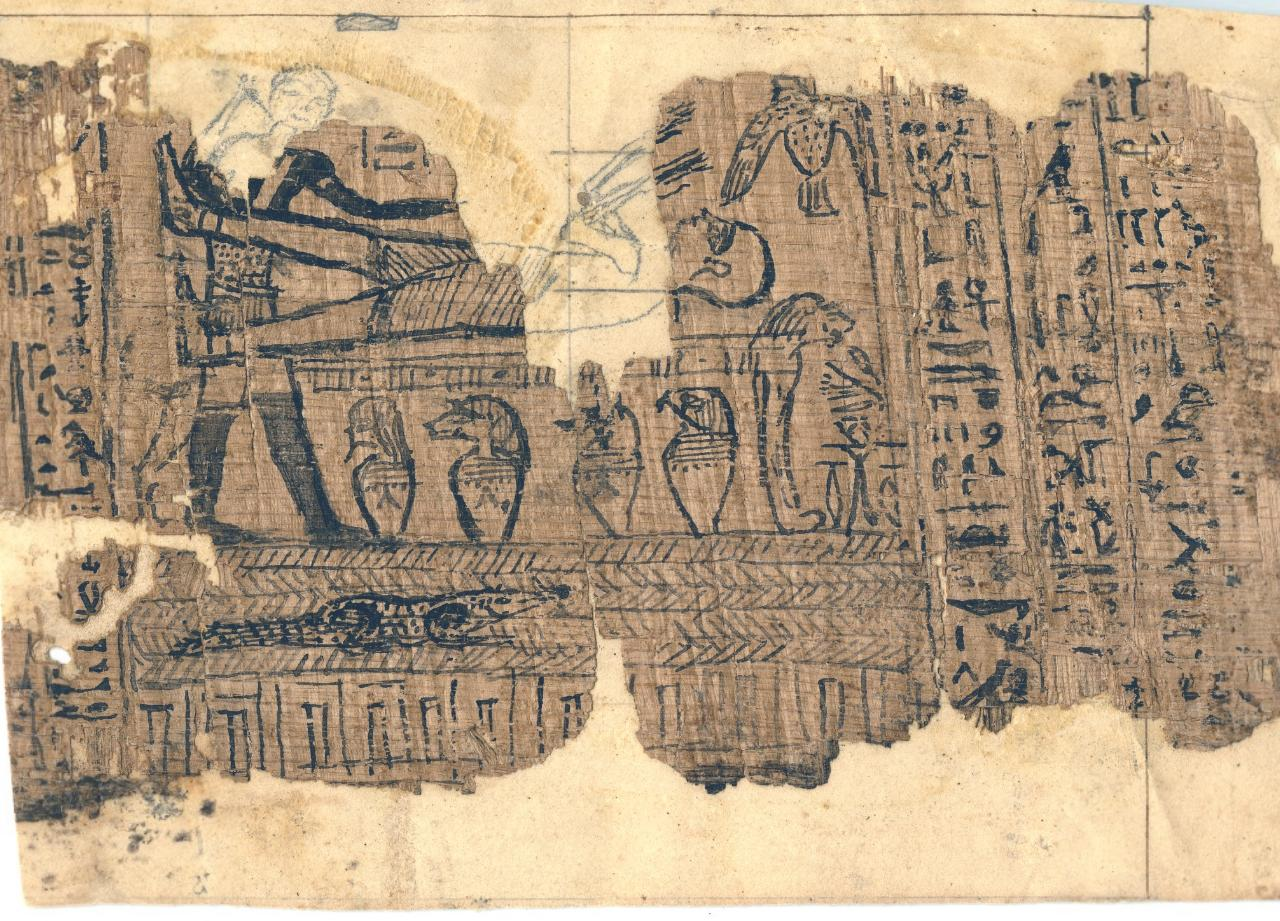
Una porción de los papiros utilizados por Joseph Smith como fuente del Libro de Abraham. La diferencia entre la traducción de los egiptólogos y las interpretaciones de Joseph Smith ha causado considerable controversia.

En 1835, Joseph Smith, fundador del Movimiento de los Santos de los Últimos Días, supuestamente tradujo un escrito titulado Libro de Abraham. Allí específica que Faraón fue uno de los descendientes de Cam y los cananitas, los cuales eran negros, que Noé había maldecido su linaje prohibiéndoles la entrada al sacerdocio, y que todos los egipcios descendían de él. Más tarde fue canonizado y su obra considerada sagrada por la iglesia de los Santos de los Últimos Días. Este pasaje es el único similar que se encuentra en alguna escritura mormona, donde se cita que un linaje particular de personas que no pueden ejercer el sacerdocio, y aunque en ningún pasaje del Libro de Abraham se aclara que la maldición de Noé sea la misma mencionada en la Biblia, o que los egipcios estuvieran relacionados con otros negros africanos, algunos seguidores de esta iglesia utilizan este pasaje como base escrita para promover la esclavitud, así como para impedir que un negro sea sacerdote. Al año siguiente, Smith enseñaba que la maldición de Cam provenía de Dios, por lo que pedía la legalización de la esclavitud. También advirtió a todos aquellos que intentaran interferir con la esclavitud, que Dios podía hacer su propia obra.
Tras la muerte de Smith, los líderes de la Iglesia de Jesucristo de los Santos de los Últimos Días, —iglesia SUD—, siguieron enseñando que los africanos negros se encontraban bajo la maldición de Cam, y que aquellos que intentaran abolir la esclavitud, estaban luchando contra los decretos de Dios, a pesar de que llegaría el día en que la maldición sería eliminada gracias a los poderes salvadores de Jesucristo. Además, con base en su interpretación del Libro de Abraham, Brigham Young creía que, como consecuencia de la maldición, los negros debían ser vetados del sacerdocio mormón.
En 1978, el presidente de la iglesia SUD, Spencer W. Kimball anunció que había tenido una revelación según la cual se extendía el sacerdocio a todos aquellos hombres valiosos, miembros de la iglesia, sin tener en cuenta consideraciones de raza o color. Esta iglesia, desde entonces, ha rechazado la explicación según la cual la maldición de Cam impedía a los negros obtener el título de sacerdote. El Libro de Abraham no obstante, todavía está considerado como el libro básico de la iglesia SUD, y explica que Canaán no podría ser sacerdote debido a su raza:

Así pues, aunque el mismo Cam tenía el derecho de alcanzar el sacerdocio, Canaán, su hijo, no. Cam se casó con Egiptus, descendiente de Caín (Abraham 1:21-24), y así a sus hijos les fue denegado el sacerdocio.